# Relais 4 x 100 mètres quatre nages masculin aux championnats du monde de natation 2023
Ne doit pas être confondu avec Relais 4 x 100 mètres quatre nages féminin aux championnats du monde de natation 2023 ou Relais 4 x 100 mètres quatre nages mixte aux championnats du monde de natation 2023.
Le relais 4 x 100 mètres quatre nages masculin est une épreuve de natation sportive des championnats du monde de natation 2023. Elle a lieu le 30 juillet 2023 à Fukuoka au Japon.

## Records
Avant cette compétition, les records dans cette discipline étaient :
| Record du monde       | 3 min 26 s 78 | États-Unis | 1er août 2021 | Tokyo, Japon |
| Record du championnat | 3 min 27 s 28 | États-Unis | 2 août 2009   | Rome, Italie |

## Résultats détaillés
Les 8 meilleurs temps se qualifient pour la finale (F).

### Séries
| Rang | Série | Ligne | Pays             | Nageurs                                                                                 | Temps                                       | Temps         | Commentaire     |
| Rang | Série | Ligne | Pays             | Nageurs                                                                                 | Individuels                                 | Global        | Commentaire     |
| ---- | ----- | ----- | ---------------- | --------------------------------------------------------------------------------------- | ------------------------------------------- | ------------- | --------------- |
| 1    | 2     | 4     | États-Unis       | Hunter Armstrong Josh Matheny Thomas Heilman Matt King                                  | 52 s 45 59 s 12 51 s 61 47 s 33             | 3 min 30 s 51 | F               |
| 2    | 3     | 3     | France           | Mewen Tomac Léon Marchand Maxime Grousset Hadrien Salvan                                | 53 s 40 59 s 57 50 s 47 48 s 17             | 3 min 31 s 61 | F               |
| 3    | 2     | 5     | Australie        | Bradley Woodward Sam Williamson Matthew Temple Kai James Taylor                         | 53 s 64 59 s 60 50 s 82 47 s 69             | 3 min 31 s 75 | F               |
| 4    | 2     | 6     | Chine            | Xu Jiayu Yan Zibei Sun Jiajun Wang Haoyu                                                | 53 s 16 59 s 04 52 s 35 47 s 34             | 3 min 31 s 89 | F               |
| 5    | 2     | 3     | Allemagne        | Ole Braunschweig Lucas Matzerath Jan Eric Friese Josha Salchow                          | 53 s 96 58 s 87 51 s 29 47 s 99             | 3 min 32 s 11 | F               |
| 6    | 2     | 7     | Canada           | Javier Acevedo James Dergousoff Josh Liendo Ruslan Gaziev                               | 54 s 35 1 min 00 s 10 50 s 02 47 s 64       | 3 min 32 s 11 | F               |
| 7    | 2     | 2     | Japon            | Ryōsuke Irie Ippei Watanabe Naoki Mizunuma Katsuhiro Matsumoto                          | 54 s 00 59 s 58 51 s 34 47 s 44             | 3 min 32 s 36 | F               |
| 8    | 3     | 5     | Grande-Bretagne  | Oliver Morgan James Wilby James Guy Thomas Dean                                         | 53 s 74 59 s 81 51 s 36 48 s 36             | 3 min 33 s 27 | F               |
| 9    | 3     | 4     | Italie           | Thomas Ceccon Nicolò Martinenghi Piero Codia Manuel Frigo                               | 53 s 67 59 s 65 51 s 81 48 s 41             | 3 min 33 s 54 |                 |
| 10   | 2     | 1     | Corée du Sud     | Lee Ju-ho Choi Dong-yeol Kim Young-beom Hwang Sun-woo                                   | 54 s 51 59 s 45 52 s 06 48 s 23             | 3 min 34 s 25 | Record national |
| 11   | 3     | 6     | Autriche         | Bernhard Reitshammer Valentin Bayer Simon Bucher Heiko Gigler                           | 54 s 72 59 s 68 51 s 87 48 s 31             | 3 min 34 s 58 |                 |
| 12   | 3     | 2     | Pologne          | Ksawery Masiuk Dawid Wiekiera Adrian Jaskiewicz Kamil Sieradzki                         | 54 s 55 1 min 00 s 53 51 s 84 47 s 74       | 3 min 34 s 66 |                 |
| 13   | 1     | 4     | Irlande          | Conor Ferguson Darragh Greene Max McCusker Shane Ryan                                   | 54 s 14 1 min 00 s 03 52 s 27 48 s 59       | 3 min 35 s 03 |                 |
| 14   | 3     | 1     | Espagne          | Hugo González Carles Coll Mario Mollà César Castro                                      | 53 s 64 1 min 00 s 45 51 s 78 49 s 26       | 3 min 35 s 13 |                 |
| 15   | 1     | 5     | Suisse           | Roman Mityukov Jérémy Desplanches Noè Ponti Antonio Djakovic                            | 54 s 47 1 min 00 s 96 51 s 33 48 s 70       | 3 min 35 s 46 | Record national |
| 16   | 1     | 6     | Portugal         | João Costa Gabriel Lopes Diogo Ribeiro Miguel Nascimento                                | 54 s 13 1 min 00 s 57 51 s 76 49 s 17       | 3 min 35 s 63 | Record national |
| 17   | 2     | 9     | Israël           | Michael Laitarovsky Ron Polonsky Gal Cohen Groumi Tomer Frankel                         | 54 s 72 1 min 00 s 36 51 s 80 49 s 59       | 3 min 36 s 47 |                 |
| 18   | 1     | 3     | Mexique          | Diego Camacho Miguel de Lara Jorge Iga Andres Dupont                                    | 56 s 03 1 min 00 s 87 52 s 65 47 s 70       | 3 min 37 s 25 | Record national |
| 19   | 2     | 0     | Suède            | Björn Seeliger Erik Persson Oskar Hoff Robin Hanson                                     | 56 s 38 1 min 00 s 26 53 s 96 48 s 97       | 3 min 39 s 57 |                 |
| 20   | 3     | 8     | Grèce            | Apostolos Siskos Arkadios Aspougalis Andréas Vazaíos Kristián Goloméev                  | 56 s 65 1 min 01 s 64 53 s 75 49 s 98       | 3 min 42 s 02 |                 |
| 21   | 3     | 9     | Thaïlande        | Tonnam Kanteemool Dulyawat Kaewsriyong Navaphat Wongcharoen Ratthawit Thammananthachote | 58 s 20 1 min 07 s 13 54 s 90 52 s 30       | 3 min 52 s 53 |                 |
| 22   | 3     | 0     | Viêt Nam         | Mai Trần Tuấn Anh Phạm Thanh Bảo Hồ Nguyễn Duy Khoa Lương Jeremie Loic Nino             | 1 min 00 s 62 1 min 04 s 92 58 s 64 52 s 00 | 3 min 56 s 18 |                 |
| -    | 1     | 2     | Nouvelle-Zélande | Andrew Jeffcoat Joshua Gilbert Lewis Clareburt Cameron Gray                             | 54 s 37 1 min 00 s 91 52 s 47               | Disqualifiés  | Disqualifiés    |
| -    | 3     | 7     | Brésil           | Guilherme Basseto João Gomes Júnior Kayky Mota Marcelo Chierighini                      | 54 s 18 1 min 00 s 08                       | Disqualifiés  | Disqualifiés    |
| -    | 2     | 8     | Singapour        | Non partants                                                                            | Non partants                                | Non partants  | Non partants    |

### Finale
| Rang               | Ligne | Pays            | Nageurs                                                           | Temps                                 | Temps         | Commentaire             |
| Rang               | Ligne | Pays            | Nageurs                                                           | Individuels                           | Global        | Commentaire             |
| ------------------ | ----- | --------------- | ----------------------------------------------------------------- | ------------------------------------- | ------------- | ----------------------- |
| Médaille d'or      | 4     | États-Unis      | Ryan Murphy Nicolas Fink Dare Rose Jack Alexy                     | 52 s 04 58 s 03 50 s 13 47 s 00       | 3 min 27 s 20 | Record des championnats |
| Médaille d'argent  | 6     | Chine           | Xu Jiayu Qin Haiyang Wang Changhao Pan Zhanle                     | 53 s 39 57 s 43 51 s 56 46 s 62       | 3 min 29 s 00 | Record d'Asie           |
| Médaille de bronze | 3     | Australie       | Bradley Woodward Zac Stubblety-Cook Matthew Temple Kyle Chalmers  | 53 s 38 59 s 25 50 s 10 46 s 89       | 3 min 29 s 62 |                         |
| 4                  | 5     | France          | Yohann Ndoye-Brouard Léon Marchand Maxime Grousset Hadrien Salvan | 53 s 21 59 s 00 49 s 27 48 s 40       | 3 min 29 s 88 |                         |
| 5                  | 8     | Grande-Bretagne | Oliver Morgan James Wilby Jacob Peters Matthew Richards           | 53 s 25 58 s 48 51 s 50 46 s 93       | 3 min 30 s 16 |                         |
| 6                  | 1     | Japon           | Ryōsuke Irie Ippei Watanabe Naoki Mizunuma Katsuhiro Matsumoto    | 53 s 71 59 s 41 51 s 26 48 s 00       | 3 min 32 s 58 |                         |
| 7                  | 7     | Canada          | Javier Acevedo James Dergousoff Josh Liendo Ruslan Gaziev         | 54 s 35 1 min 00 s 03 50 s 66 47 s 57 | 3 min 32 s 61 |                         |
| 8                  | 2     | Allemagne       | Ole Braunschweig Lucas Matzerath Jan Eric Friese Josha Salchow    | 54 s 16 58 s 70 52 s 16 47 s 89       | 3 min 32 s 91 |                         |